# Championnats panaméricains de cyclisme sur piste de 2013
Navigation
Championnats panaméricains 2012 Championnats panaméricains 2014
Les Championnats panaméricains de cyclisme sont les championnats continentaux annuels de cyclisme sur piste pour les pays membres de la Confédération panaméricaine de cyclisme.
Les compétitions se déroulent du 6 au 10 février à Mexico, au Mexique.
L'assemblée, réunie à l'occasion du 90e anniversaire de la COPACI, décide la désolidarisation des épreuves sur piste et sur route (ceci pour se mettre en conformité avec les programmes de l'UCI et pour réduire les coûts des pays organisateurs). Fin janvier, la fédération mexicaine de cyclisme décide de changer le siège de la compétition, en déplaçant les championnats d'Aguascalientes vers Mexico, pour des problèmes liés à l'organisation.
Dix-sept pays sont présents à ces championnats. Les délégations argentine et salvadorienne sont les premières à arriver.

## Podiums
| Épreuves                | Or                                                                              | Argent                                                                    | Bronze                                                                         |
| ----------------------- | ------------------------------------------------------------------------------- | ------------------------------------------------------------------------- | ------------------------------------------------------------------------------ |
| Compétitions masculines |                                                                                 |                                                                           |                                                                                |
| Kilomètre               | Fabián Puerta Colombie                                                          | Ángel Pulgar Venezuela                                                    | Anderson Parra Colombie                                                        |
| Keirin                  | Fabián Puerta Colombie                                                          | Santiago Ramírez Colombie                                                 | Leandro Bottasso Argentine                                                     |
| Vitesse individuelle    | Hersony Canelón Venezuela                                                       | Joseph Veloce Canada                                                      | Santiago Ramírez Colombie                                                      |
| Vitesse par équipes     | Venezuela César Marcano Ángel Pulgar Hersony Canelón                            | Canada Joseph Veloce Stéphane Cossette Hugo Barrette                      | États-Unis Kevin Mansker Nathan Koch Matthew Baranoski                         |
| Poursuite individuelle  | Eduardo Sepúlveda Argentine                                                     | Mauro Agostini Argentine                                                  | Jhonatan Restrepo Colombie                                                     |
| Poursuite par équipes   | Argentine Walter Pérez Maximiliano Richeze Mauro Abel Richeze Eduardo Sepúlveda | Colombie Fernando Gaviria Jhonatan Restrepo Jordan Parra Sebastián Molano | Mexique José Alfredo Aguirre Edibaldo Maldonado José Ramón Aguirre Diego Yépez |
| Course aux points       | Máximo Rojas Venezuela                                                          | Yans Arias Cuba                                                           | Manuel Rodas Guatemala                                                         |
| Américaine              | Mexique Diego Yépez José Ramón Aguirre                                          | Argentine Walter Pérez Eduardo Sepúlveda                                  | Cuba Yans Arias Ramón Martín                                                   |
| Scratch                 | Maximiliano Richeze Argentine                                                   | Yans Arias Cuba                                                           | Máximo Rojas Venezuela                                                         |
| Omnium                  | Fernando Gaviria Colombie                                                       | José Alfredo Aguirre Mexique                                              | Pablo Seisdedos Chili                                                          |
| Compétitions féminines  |                                                                                 |                                                                           |                                                                                |
| 500 mètres              | Lisandra Guerra Cuba                                                            | Juliana Gaviria Colombie                                                  | Madalyn Godby États-Unis                                                       |
| Keirin                  | Lisandra Guerra Cuba                                                            | Juliana Gaviria Colombie                                                  | María Esthela Vilera Venezuela                                                 |
| Vitesse individuelle    | Lisandra Guerra Cuba                                                            | Juliana Gaviria Colombie                                                  | Gleidimar Tapia Venezuela                                                      |
| Vitesse par équipes     | Colombie Juliana Gaviria Martha Bayona                                          | Cuba Lisandra Guerra Laura Arias                                          | Venezuela Marynés Prada Gleidimar Tapia                                        |
| Poursuite individuelle  | Marlies Mejías Cuba                                                             | Yudelmis Domínguez Cuba                                                   | Elizabeth Newell États-Unis                                                    |
| Poursuite par équipes   | Cuba Yudelmis Domínguez Marlies Mejías Arlenis Sierra                           | Colombie María Luisa Calle Serika Gulumá Milena Salcedo                   | Venezuela Jennifer César Angie González Danielys García                        |
| Course aux points       | Yudelmis Domínguez Cuba                                                         | María Luisa Calle Colombie                                                | Danielys García Venezuela                                                      |
| Scratch                 | Elizabeth Newell États-Unis                                                     | Milena Salcedo Colombie                                                   | Yudelmis Domínguez Cuba                                                        |
| Omnium                  | Marlies Mejías Cuba                                                             | Angie González Venezuela                                                  | Elizabeth Newell États-Unis                                                    |

## Déroulement des championnats

### 6 février: la première journée de compétitions
Le vélodrome du Centro Nacional de Alto Rendimiento est le théâtre des championnats. Dessiné par le Canadien Peter Junek, il est entièrement couvert. Sa piste développe 250 m sur une largeur de 7,10 m. La surface de la piste est en bois canadien. Mexico se situe à une altitude de 2 200 mètres environ.
Les championnats commencent par une courte session matinale. Les premiers à concourir sont les spécialistes de la vitesse par équipes masculine. Les quatre formations finalistes battent leurs records nationaux. La formation vénézuélienne réussit le meilleur temps des qualifications en 43 s 031. Elle bat son propre record panaméricain qui datait de 2011 et des Jeux panaméricains de Guadalajara. En battant le record du Canada, l'équipe nord-américaine obtient le droit de les affronter en finale. Quant aux Colombiens, record national à la clé, ils disputeront la médaille de bronze face à la sélection américaine, qui elle, aussi, a battu sa meilleure marque.
Puis suivent les qualifications de la poursuite individuelle. La Cubaine Marlies Mejías réalise le meilleur temps (3 min 29 s 709), elle bat son record national. Elle devance sa compatriote Yudelmis Domínguez, de plus de quatre secondes. La Colombienne María Luisa Calle décroche le troisième meilleur temps et disputera la petite finale face à l'Américaine Elizabeth Newell.

La cérémonie d'ouverture des championnats se déroule en prélude à la session nocturne. Puis a lieu la première finale des Championnats 2013. Elle voit, pour la troisième fois consécutivement, la Cubaine Lisandra Guerra battre la Colombienne Juliana Gaviria pour le titre du 500 mètres départ arrêté. Et pour la troisième fois également une Américaine, ici, Madalyn Godby, monte sur la troisième marche du podium. À cette occasion, pour son huitième titre en neuf ans, Guerra bat, en 33 s 272, le record panaméricain de la spécialité, qu'elle détenait depuis les championnats panaméricains d'Aguascalientes. Gaviria est la première Colombienne sous les 34 secondes, elle bat le record national, détenu par Diana García, depuis 2009 et les XVIe Jeux bolivariens, de près de quatre dixièmes. Tandis que Godby bat le record des États-Unis, que possédait Tammy Thomas, depuis 2001.
La course aux points masculine est la finale suivant au programme. Vingt-deux coureurs s'affrontent sur une distance de quarante kilomètres. Six hommes prennent un tour au reste des concurrents. C'est le Vénézuélien Máximo Rojas qui est sacré. Avec 49 points, il devance de six unités le Cubain Jan Carlos Arias. Tandis que le Guatémaltèque Manuel Rodas s'octroie le bronze, avec 37 points, malgré une chute à six tours de l'arrivée qui l'empêche de disputer le dernier sprint. Le public mexicain espérait voir la première médaille d'un de leurs compatriotes mais le local Iván Carbajal échoue à la quatrième place, à trois points de Rodas.
En poursuite individuelle, Marlies Mejías démontre sa supériorité. Elle s'empare du titre en moins de quatre-vingt secondes, temps qu'il lui faut pour rejoindre Yudelmis Domínguez. Alors qu'Elizabeth Newell décroche la médaille de bronze sans combattre. Son adversaire María Luisa Calle déclare forfait pour la petite finale, à la suite d'un virus.
La dernière finale de la journée, celle de la vitesse par équipes hommes, met aux prises les Vénézuéliens et les Canadiens. Malgré un temps supérieur à celui du matin (43 s 606), les Sud-américains s'approprient le titre. Les Américains s'adjugent le bronze, les Colombiens ne pouvant terminer la course. La pédale droite de Santiago Ramírez touche la piste ce qui provoque sa chute et l'abandon de sa formation.

### 7 février: deuxième journée
Dans la matinée, lors des qualifications de la poursuite individuelle, l'Argentin Eduardo Sepúlveda réussit 4 min 15 s 279 et s'empare, ainsi, du record panaméricain. Il ôte onze secondes au record des championnats, détenu depuis 2010, par le Colombien Juan Pablo Suárez. Sepúlveda retrouve en finale son compatriote Mauro Agostini. Le match pour la médaille de bronze opposera le Colombien Jhonatan Restrepo au Mexicain Edibaldo Maldonado, quatrième temps.
Puis c'est au tour des sprinteurs de disputer le premier tour du keirin. Quatre séries qualificatives sont au programme, les deux premiers de chaque manche sont directement admis en demi-finales. Dans la première, le Colombien Fabián Puerta devance l'Américain Matthew Baranoski et se qualifient. Dans la deuxième, le Canadien Hugo Barrette finit devant le Brésilien Flávio Cipriani, dans la série la plus rapide des qualifications. Dans la troisième, l'Argentin Leandro Bottasso remporte la course, précédant Santiago Ramírez. Ils sont rejoints par le vainqueur de la dernière série, le Vénézuélien Hersony Canelón et son dauphin cubain Alejandro Mainat.
Les qualifications de la poursuite par équipes dame viennent ensuite. Sept trios se disputent le titre. Les Cubaines réussissent le meilleur temps (3 min 23 s 446). Elles rencontreront en finale les Colombiennes, qui pourtant ont battu leur record national, de près de deux secondes. Pour la médaille de bronze, ce sont les Vénézuéliennes qui affronteront les Américaines. Vainqueurs de la manche de coupe du monde d'Aguascalientes, trois semaines plus tôt, les tenantes canadiennes, avec une équipe totalement remaniée, sont éliminées et terminent sixièmes.
Pour terminer le programme de la matinée, place au repêchage du keirin masculin. Les vainqueurs de chacune des quatre séries rejoignent les demi-finales où les attendent les huit premiers qualifiés. Le Cubain Iván Delís, le Mexicain Ismael Verdugo, l'Américain Kevin Mansker et le Dominicain Jonathan Ogando sont les heureux élus.

La soirée commence par les qualifications de la vitesse par équipes féminine. Le duo colombien réussit le meilleur temps en 34 s 154. Il devance l'équipe mexicaine de moins de quatre centièmes. Cependant elle est déclassée pour un relais incorrect, Fanny Frong sortant de la piste au moment du passage du témoin. Ainsi ce sont les Cubaines, battues de deux dixièmes, qui disputeront la finale. Pour la dernière marche du podium, les Vénézuéliennes s'opposeront aux sprinteuses américaines.
La première finale de la deuxième journée de compétition, celle de la course scratch est programmée à la suite. Le vainqueur de la course en ligne des précédents championnats, l'Argentin Maximiliano Richeze s'impose. Il suit l'attaque du Guatémaltèque Julio Padilla et est le premier des concurrents à prendre un tour au peloton. Malgré l'aide de son frère Mauro pour contrôler la course, six autres cyclistes l'imitent. Bien emmené par Mauro, Maximiliano s'impose au terme du sprint final. Déjà médaillés la veille, Jan Carlos Arias et Máximo Rojas complètent le podium.
On enchaîne avec les demies du keirin masculin, deux séries de six coureurs avec les trois premiers qui se qualifient pour la finale. La première est remportée par Puerta qui se qualifie en compagnie de Canelón et de Ramírez. La seconde voit Baranoski s'imposer. Bottasso et Mainat l'accompagnent en finale.
Les finales de la vitesse par équipes féminine suivent. Elles voient les Colombiennes remporter le titre pour la quatrième fois en sept ans. Elles disposent des Cubaines tandis que le duo vénézuélien fait respecter la hiérarchie des qualifications pour s'octroyer la médaille de bronze.
Les épreuves suivantes sont les finales de la poursuite individuelle masculine. Jhonathan Restrepo réalise un temps similaire aux qualifications et dispose de son adversaire mexicain. Alors que la finale pour le titre tourne court, avec Eduardo Sepúlveda qui rejoint très rapidement son compatriote Mauro Agostini.
Le quatrième titre décerné dans la soirée est celui de la poursuite par équipes féminine. La sélection vénézuélienne remporte le bronze, confirmant ainsi les temps des qualifications. Les Cubaines en font de même. Mais en se relevant un peu tôt, elles perdent quinze dixièmes sur leurs adversaires colombiennes dans le dernier kilomètre, l'écart en étant d'autant plus resserré. Le nouveau record de Colombie, qu'elles établissent en 3 min 23 s 743, lors de cette finale, ne suffisant pas.
Le programme de la journée se termine par les finales du keirin masculin. Malheureux en demi-finale, Hugo Barrette remporte la petite finale et se classe ainsi septième. Dans la course pour le titre, et ce pour la troisième année consécutive, Fabián Puerta est sacré champion panaméricain du keirin. Puerta et son compatriote Santiago Ramírez, 18 ans seulement, attaquent de loin et devancent sur le podium Leandro Bottasso.

### 8 février: troisième journée
La réunion de la matinée est consacrée à deux disciplines. Les qualifications de la poursuite par équipes masculine ouvrent les débats. Les Colombiens réalisent le meilleur temps (4 min 05 s 176) et retrouveront, dans la soirée, en finale le quatuor argentin. L'équipe locale réalise le quatrième temps des huit formations engagées et disputera la médaille de bronze aux Vénézuéliens, qui ont battu leur record national.
Puis les sprinteuses prennent possession du vélodrome pour la vitesse individuelle. Les qualifications commencent par un 200 mètres lancés. Les cinq premières sont directement qualifiées pour les huitièmes de finale, alors que les quatorze autres concurrentes devront passer par un tour supplémentaire (appelé improprement seizièmes de finale). Dans cette épreuve, deux compétitrices battent le record panaméricain (10 s 862) que Lisandra Guerra détenait depuis les championnats panaméricains de 2010. Avec 10 s 756, Juliana Gaviria bat, la première, la marque continentale puis Guerra reprend son bien en 10 s 744. Gaviria se console en battant le temps de Diana García (établi lors des championnats panaméricains de 2009) et en établissant ainsi un nouveau record national. Madalyn Godby, troisième des qualifications, bat son deuxième record des États-Unis des championnats, en étant la première Américaine à descendre sous les onze secondes (10 s 933). Après une pause, les seizièmes de finale voient chaque tête de série s'imposer. La session matinale se termine par les huitièmes et leurs repêchages.

Alors que les quarts de finale débutent la réunion du soir. Entre les manches de vitesse féminine, se dispute l'épreuve du kilomètre. Un autre record panaméricain tombe, le temps de 1 min 00 s 995, réalisé par le Trinidadien Cristopher Sellier aux championnats panaméricains d'Aguascalientes, est battu par trois compétiteurs. En premier, le Colombien Anderson Parra réalise 1 min 00 s 839. Il obtiendra le bronze. Puis le Vénézuélien Ángel Pulgar place le record à 1 min 00 s 630. Enfin Fabián Puerta, en établissant un chrono de 1 min 00 s 349, remporte son premier titre dans cette discipline. Dernier à s'élancer, il éjecte du podium le Canadien Stéphane Cossette, quatrième à une seconde de la médaille.
La course scratch féminine est la deuxième finale de la soirée. Malgré de nombreuses tentatives dont celles de l'Argentine Cristina Greve, seule Elizabeth Newell prend un tour au peloton, s'assurant ainsi le titre. La Colombienne Milena Salcedo règle Yudelmis Domínguez et le reste du peloton. Elles s'emparent des médailles restantes.
La poursuite par équipes hommes est la dernière finale du troisième jour. Les résultats des qualifications y sont inversés. En battant, pour la seconde fois de la journée, leur record national, les Mexicains décrochent la médaille de bronze face au quartet vénézuélien. De même, les Argentins s'octroient le titre face à leurs jeunes adversaires colombiens. Ils abaissent, de plus de deux secondes, leur temps matinal. En réussissant 4 min 02 s 996, ils battent, également, leur record national.
La réunion se termine par la course de classement entre les perdantes des quarts de finale de la vitesse féminine.

### 9 février: quatrième journée
L'avant-dernière journée commence en fin de matinée par la vitesse lancée. Les premières à s'élancer sont les féminines qui participent à la course omnium. Les quatre premières, sur les 250 mètres à parcourir contre-la-montre, finiront, le lendemain, à la même place au classement général final. Marlies Mejías est la seule à descendre sous les quatorze secondes. Elle devance, dans cet ordre, la Vénézuélienne Angie González, Elizabeth Newell et Milena Salcedo.
Puis c'est au tour des spécialistes de la vitesse individuelle masculine, d'entrer dans leur compétition sur une distance, cette fois, de 200 mètres. Onze hommes descendent sous les dix secondes et quatre battent le record des championnats que détenait l'Américain Jimmy Watkins depuis les championnats 2009 qui s'étaient déroulés sur la même piste. Hersony Canelón porte la marque continentale à 9 s 709. Il devance Fabián Puerta et les deux Canadiens Joseph Veloce et Hugo Barrette.
Les compétiteurs de la course omnium masculine suivent. Le champion du monde juniors de la spécialité, Fernando Gaviria s'impose sur les 250 mètres. Là encore, les trois premiers (le Colombien Gaviria, le Mexicain José Alfredo Aguirre et le Chilien Pablo Seisdedos) seront sur le podium final de l'épreuve, le lendemain.
La suite du programme concerne les compétiteurs de la vitesse hommes. 24 coureurs sont qualifiés pour les 1/16e de finale. Seules deux têtes de séries n'accèdent pas aux 1/8e de finale, les Colombiens Anderson Parra, battu par Stéphane Cossette, et Fabián Puerta qui ne se présente pas.
Toujours disputées sur une manche sèche, les six séries des huitièmes de finale voient une seule surprise, par rapport aux temps des qualifications, Kevin Mansker se faire battre par Flavio Cipriani. Lors des repêchages de ces mêmes huitièmes, Ángel Pulgar et Santiago Ramírez rejoignent les six qualifiés pour les quarts de finale, en disposant chacun de deux adversaires.
La première session de la journée se termine par les courses aux points de l'omnium. Les féminines sont les premières à la disputer. Les favorites se neutralisent et trois concurrentes prennent deux à trois tours d'avance sur les autres. La Mexicaine Ana Casas remporte l'épreuve.
Chez les hommes, la course est très disputée. Trois hommes prennent un tour d'avance sur la concurrence. Julio Padilla s'impose devant le Barbadien Darren Matthews. Fernando Gaviria réussit à s'immiscer sur le podium de l'épreuve malgré son tour de retard.
Moins de deux heures plus tard, la deuxième partie de la réunion commence. Les épreuves de vitesse débutent le programme. Les quarts de finale masculines sont disputés entre les manches des demi-finales féminines. Dans celles-ci, la hiérarchie des qualifications est respectée. En battant leurs rivales en deux manches sèches, Lisandra Guerra et Juliana Gaviria se retrouveront en finale pour le titre. Tandis que les deux Vénézuéliennes Marynes Prada et Gleidimar Tapia se battront pour la médaille de bronze.
Chez les hommes, les courses offrent tous les résultats possibles. Ángel Pulgar ne se présente pas et son compatriote Hersony Canelón se qualifie sans effort. En trois manches, Santiago Ramírez passe en demi-finales, en battant Matthew Baranoski, confirmant, ainsi, les temps des qualifications. Tout comme Joseph Veloce qui bat Flavio Cipriani, en deux manches. Alors que Leandro Bottasso dispose en trois manches de Hugo Barrette, en inversant la tendance des qualifications.
Ensuite, les compétiteurs de la course à l'américaine, première finale de la soirée, prennent possession du vélodrome. Rapidement sur les huit paires engagées, seules cinq continuent l'épreuve. De sorte que les Argentins avec le champion olympique Walter Pérez, fraîchement associé à Eduardo Sepúlveda, deviennent le duo à battre. Sous l'impulsion de José Ramón Aguirre, associé à Diego Yepez, les Mexicains en profitent pour prendre un tour d'avance, puis un deuxième. Ils empochent le premier titre des championnats pour la sélection locale. Les Argentins terminent deuxième. Tandis que les Cubains subtilisent la médaille de bronze aux Colombiens, à l'issue du sprint final.
Les finales de la vitesse individuelle féminine suivent. Elles se concluent toutes les deux en deux manches. Gleidimar Tapia s'empare de la troisième marche du podium. Et Lisandra Guerra dispose, facilement, de Juliana Gaviria, pour conquérir son cinquième titre dans cette discipline.
Entre les manches de ces finales, a lieu la course de classement entre les perdants des quarts de finale de la vitesse masculine. Hugo Barrette la remporte et termine cinquième de la compétition.
Pour clore la réunion, arrivent les concurrents de l'omnium, pour leur troisième épreuve, la course à l'élimination. Marlies Mejías remporte sa deuxième victoire de la journée. Dans le sprint final, elle dispose d'Elizabeth Newell. À l'issue de la première journée, la Cubaine est en tête avec six points et dispose d'une avance de six points sur un duo composé de González et de Newell.
Chez les hommes, José Alfredo Aguirre gagne la course. Il se défait dans le dernier sprint de Fernando Gaviria. Après trois épreuves, Gaviria est en tête avec six points. Il a moitié moins de points que ses suivants Aguirre et Seisdedos.

### 10 février: cinquième et dernière journée de compétitions
En fin de matinée, commence la dernière journée des championnats. Le programme est succinct. La poursuite individuelle, quatrième manche des courses omnium et le premier tour (avec son repêchage) du keirin féminin sont les épreuves de cette session matinale. Marlies Mejías commence la seconde journée comme elle avait terminé la première, en remportant la victoire en poursuite. Angie González, Elizabeth Newell et Milena Salcedo suivent au classement, dans cet ordre.
Puis les sprinteuses du keirin prennent la piste. Trois séries, qualifiant chacune deux concurrentes, sont au menu. Dans la première, Juliana Gaviria devance la Vénézuélienne María Esthela Vilera et se qualifient. Dans la deuxième, Lisandra Guerra finit devant Madalyn Godby, dans la série la plus rapide des qualifications. Elles sont rejointes par la vainqueur de la dernière série, Gleidimar Tapia et sa dauphine américaine Missy Eriksson.
Après c'est au tour des hommes, disputant la poursuite de l'omnium, de se présenter. En 4 min 26 s 880, Fernando Gaviria remporte l'épreuve, avec une avance de quinze dixièmes sur Pablo Seisdedos et de près de trois secondes sur José Alfredo Aguirre, deuxième et troisième.
Les repêchages du premier tour du keirin féminin closent la matinale. Six concurrentes rejoindront les demi-finales, en s'octroyant les deux premières places dans l'une des trois séries. La Mexicaine Daniela Gaxiola et la Salvadorienne Karen Cruz dans la première, l'autre Mexicaine, Frany Fong et la Guatémaltèque Paula Guillén dans la deuxième, et la Brésilienne Hyriah Tiemann, accompagnée de l'Argentine Mariela Delgado, dans la dernière, sont les heureuses élues.
La course scratch, cinquième manche de l'omnium féminin inaugure la dernière session des championnats. Comme dans la course aux points, les leaders au classement se neutralisent et Ana Casas remporte l'épreuve, avec quatre tours d'avance. Toutefois Marlies Mejías, finissant devant ses rivales pour le titre, accroît son avance à huit points.
Après se déroulent les demi-finales de la vitesse masculine. Elles ne donnent lieu à aucune surprise. Hersony Canelón retrouvera pour la médaille d'or Joseph Veloce. Ils s'imposent, en deux manches, face à leurs contradicteurs Santiago Ramírez et Leandro Bottasso. Ils font ainsi respecter la hiérarchie, établie par le 200 mètres lancé.
Entre les deux manches, se sont disputées les demi-finales du keirin féminin. Juliana Gaviria s'impose dans la première et se qualifie en compagnie de Vilera et d'Eriksson. Dans la seconde, la plus rapide, Lisandra Guerra gagne et emmène en finale deux repêchées, Fong et Guillén.
Lors de la course scratch de l'omnium masculin qui suit, le scénario du scratch féminin se reproduit. Les quatre premiers au classement général provisoire se neutralisent. Ils perdent trois tours sur les autres concurrents que le Trinidadien Varun Maharajh règle pour s'imposer. Fernando Gaviria finit septième mais devant ses rivaux pour le titre. Il accentue, ainsi, son avance à neuf points sur Aguirre qui subtilise la deuxième place à Seisdedos pour un point.
Puis suivent les finales du keirin féminin. Dans la petite finale, Madalyn Godby s'impose et se classe septième. Dans la course pour le titre, Lisandra Guerra devance, dans un duel serré, Juliana Gaviria. María Esthela Vilera finit, quant à elle, troisième. Ce qui permet à Guerra de remporter sa troisième médaille d'or des championnats.
Les finales de la vitesse masculine viennent ensuite. Pour la troisième marche du podium, le jeune Santiago Ramírez domine, en deux manches, l'expérimenté Leandro Bottasso, pourtant plus rapide lors des qualifications. Ensuite, le favori Hersony Canelón dispose de Joseph Veloce, également en deux manches. Le Vénézuélien retrouve ainsi le titre qu'il avait obtenu en 2011. Battu d'une longueur de vélo, dans la première, Veloce change de tactique, dans la seconde manche, mais s'avoue vaincu pour quelques centimètres. Auteur de sa meilleure performance individuelle, dans une compétition internationale, le Canadien est, néanmoins, satisfait.
Entre les duels de la vitesse masculine, se dispute la course aux points féminine. Trois cyclistes expérimentées prennent deux tours d'avance et se partagent les places sur le podium. Pour deux points, Yudelmis Domínguez bat María Luisa Calle. La Vénézuélienne Danielys García se contente de la médaille de bronze. Bien que souvent à l'initiative, la vétérane Mexicaine Belem Guerrero, avec un tour de moins, échoue à la quatrième place.
Les sixièmes épreuves des omniums sont les dernières compétitions des championnats. Les quatre premiers à l'arrivée du kilomètre masculin sont aux mêmes places au classement général final. Fernando Gaviria devance de trois dixièmes sur le kilomètre et de dix points au classement José Alfredo Aguirre. Pablo Seisdedos échoue à une seconde du Mexicain et à deux points de la médaille d'argent. Tandis que Julio Padilla se retrouve quatrième.
Chez les féminines, Marlies Mejías s'impose pour la quatrième fois sur six et distance nettement sa dauphine, pour le titre, Angie González, deuxième du 500 mètres. Elizabeth Newell, sixième de l'épreuve, conserve, cependant, deux points d'avance sur Milena Salcedo et Cristina Greve, et obtient la dernière médaille de bronze des championnats. Le podium 2013 est ainsi le même que celui de l'année précédente.
Les cérémonies protocolaires de la vitesse masculine et des courses omnium sont les ultimes évènements qui se déroulent sur le vélodrome.

## Tableau des médailles
57 médailles ont été distribuées lors des compétitions.
| Rang  | Nation     | Or | Argent | Bronze | Total |
| ----- | ---------- | -- | ------ | ------ | ----- |
| 1     | Cuba       | 7  | 4      | 2      | 13    |
| 2     | Colombie   | 4  | 8      | 3      | 15    |
| 3     | Venezuela  | 3  | 2      | 6      | 11    |
| 4     | Argentine  | 3  | 2      | 1      | 6     |
| 5     | Mexique    | 1  | 1      | 1      | 3     |
| 6     | États-Unis | 1  | 0      | 3      | 4     |
| 7     | Canada     | 0  | 2      | 0      | 2     |
| 8     | Guatemala  | 0  | 0      | 1      | 1     |
| -     | Chili      | 0  | 0      | 1      | 1     |
| Total | Total      | 19 | 19     | 18     | 57    |

## Bilan sportif
Les Cubains ont terminé en tête du bilan par nation.
En totalisant sept médailles d'or, ils devancent nettement les Colombiens, et leurs quatre titres. Pourtant au nombre des médailles, la Colombie se classe au premier rang, devançant Cuba de deux unités et les Vénézuéliens de quatre.
Avec l'Argentine, et ses trois médailles d'or, ces quatre nations comptabilisent 17 médailles sur 19 possibles. Six sélections nationales ont obtenu au moins un titre et neuf au moins une médaille.
La sélection de l'île des Caraïbes doit sa domination à ses féminines qui ont remporté sept titres sur neuf possibles. Alors que dans les compétitions masculines, trois nations, ayant remporté trois titres chacun, se partagent le leadership (Cuba n'obtenant aucune médaille d'or chez les hommes).
Au niveau individuel, six records panaméricains ont été battus. Lisandra Guerra en a battu deux, tandis que Hersony Canelón, Fabián Puerta, Eduardo Sepúlveda et la sélection vénézuélienne de vitesse, un chacun.
Trois athlètes féminines ont décroché quatre médailles, les Cubaines Guerra et Yudelmis Domínguez et la Colombienne Juliana Gaviria. Tandis que Domínguez s'octroie deux titres et Gaviria, un seulement, Lisandra Guerra obtient trois médailles d'or et peut être, encore, considérée, cette année, comme la reine des championnats. Même si sa compatriote Marlies Mejías, avec trois titres également, n'en est pas loin. En plus de Yudelmis Domínguez, quatre autres pistards ont décroché deux médailles d'or, Canelón, Puerta, Maximiliano Richeze et Sepúlveda.
En comptabilisant les médaillés par équipes, 49 compétiteurs furent honorés d'une médaille au moins lors de cette compétition.